# Dead Zone – Das Attentat
Dead Zone – Das Attentat ist ein Roman von Stephen King und bildet den Auftakt des sogenannten Castle-Rock-Zyklus. Veröffentlicht wurde der Roman unter dem Originaltitel The Dead Zone durch den Viking-Verlag im Jahre 1979. Die erste deutsche Übersetzung von Alfred Dunkel wurde im Jahr 1981 durch den Arthur-Moewig-Verlag veröffentlicht. Die erste vollständige Übertragung ins Deutsche wurde im Jahre 1987 durch den Heyne Verlag herausgegeben. Sie stammt von Joachim Körber, geschaffen auf der Grundlage der Übersetzung Dunkels.

## Inhalt
Die Geschichte handelt vom Lehrer Johnny Smith, der im Anschluss an einen Ausflug mit seiner Freundin Sarah Bracknell zum Jahrmarkt in Castle Rock einen Unfall erleidet und in ein fünf Jahre andauerndes Koma fällt. Nach seinem Erwachen ist für Johnny nichts mehr wie früher; seine Freundin ist verheiratet und hat ein Kind geboren. Viel schwerer wiegt, dass er hellseherische Fähigkeiten entwickelt hat, die er langsam auch zu nutzen lernt. Gemeinsam mit George Bannermann, dem Sheriff von Castle Rock, gelingt es Johnny später aufgrund seiner Fähigkeiten, einen gesuchten Serienmörder zu identifizieren.
Auf einer Kundgebung hat er dem Politiker Greg Stillson die Hand geschüttelt und vorhergesehen, dass dieser später als US-Präsident mit einem Erstschlag gegen die Sowjetunion den Dritten Weltkrieg auslösen wird. Johnny Smith steht vor der schwierigen Entscheidung, ob er wegsehen und den Tag des Jüngsten Gerichts abwarten oder sein eigenes Gewissen mit einem Mord belasten soll. Smith bereitet schließlich ein Attentat auf Stillson vor. Während einer politischen Kundgebung kann Johnny sein Gewehr auf Stillson richten, dieser nimmt jedoch ein in der Nähe stehendes Kind als Schutzschild. Smith wird durch die Sicherheitskräfte des Politikers getötet. Sterbend berührt er Stillson und sieht, dass er die Zukunft ändern konnte. Die Fotos von Stillson, der das Kind schützend vor sich hält, bedeuten nämlich das Ende seiner politischen Karriere.

## Verknüpfungen mit anderen Werken
- Vera Smith wird nach ihrem Schlaganfall ins Cumberland General Hospital eingeliefert, welches oberhalb von Jerusalem’s Lot liegt.
- Sheriff George Bannerman wird in Cujo sein Leben verlieren.
- Richard Dees ist ein Reporter, den Johnny seines Hauses verweist, da er der Sensationspresse müde geworden ist. Er ist derjenige, der versucht, dem „Nachtflieger“ aus der gleichnamigen Geschichte in Alpträume auf die Spur zu kommen.
- Chuck Chatsworths Freundin Patty Strachan beschuldigt Johnny, er habe „das Feuer mit seinem Geist ausgelöst, wie in diesem Buch Carrie“, weil sie annimmt, dass er durch Pyrokinese ein Lokal niederbrannte, obwohl die Ursache ein Blitzeinschlag war und Johnny dieses Unglück vorhergesehen hatte.

## Verfilmungen
Das Buch wurde 1983 von Regisseur David Cronenberg unter dem Titel Dead Zone – Der Attentäter verfilmt. Die Hauptrollen spielten Christopher Walken als Johnny Smith und Martin Sheen als Greg Stillson.
Auf der Grundlage des Buchs entwickelten Star-Trek-Produzent und Drehbuchautor Michael Piller und dessen Sohn Shawn Piller die Fernsehserie Dead Zone, die in den USA von 2002 bis 2007 über insgesamt sechs Staffeln lief. Die Hauptrollen spielten Anthony Michael Hall als Johnny Smith und Sean Patrick Flanery als Greg Stillson.